# Caro Emerald
Caroline Esmeralda van der Leeuw, bedre kendt som Caro Emerald, er en jazz/soul/R&B-sangerinde fra Amsterdam i Holland.